# Опеано
Опеа̀но (на италиански: Oppeano; на венециански: Opean, Опеан) е град и община в Северна Италия, провинция Верона, регион Венето. Разположен е на 26 m надморска височина. Населението на общината е 9900 души (към 2015 г.).